# Paolo Olmi
Paolo Olmi (Terni, 23 maggio 1954) è un direttore d'orchestra italiano.

## Biografia
Paolo Olmi inizia la sua carriera nel 1979 come direttore d'orchestra del Teatro Comunale di Bologna. Ha diretto opere e concerti in tutto il mondo (Tokyo, Berlino, Parigi, Chicago, Madrid, Lisbona, Venezia, Roma, Milano, Barcellona, Pechino, Shanghai). Ha diretto quasi tutti i titoli verdiani, opere di Puccini, Mozart, Donizetti, Giordano. Sotto la sua direzione si sono esibiti solisti come Gazzelloni, Salvatore Accardo, Uto Ughi, Maria Tipo, Weissember e cantanti come Georghiu, Guleghina, Kraus.
Dal 1990 al 1993 è stato direttore principale e consulente artistico dell'Orchestra di Roma della Rai.
Dal 2006 al 2011 è direttore musicale e consulente artistico dell'Opera National de Nancy et de Lorraine.
Dal 2002 a oggi, è visiting professor presso la Guildhall School of Music and Drama di Londra.

## L'Orchestra dei giovani europei
Animatore della vita musicale di Ravenna, ha creato l'Orchestra dei giovani europei, conosciuta nel mondo come Young musicians european orchestra.